# Keith Weller
Pour les articles homonymes, voir Weller.
Keith Weller est un footballeur anglais né le 11 juin 1946 à Islington, Londres et mort le 12 novembre 2004 à Seattle.

## Carrière
- 1963-1967 : Tottenham Hotspur  Angleterre
- 1967-1970 : Millwall  Angleterre
- 1970-1972 : Chelsea  Angleterre
- 1971-1979 : Leicester City  Angleterre

## Palmarès
- 4 sélections et 1 but avec l'équipe d'Angleterre en 1974.